# Aleksandr Belov Cup 1998
De Aleksandr Belov Cup 1998 was een basketbaltoernooi in Europa dat in Sint-Petersburg in september 1998 werd gehouden. Vier topteams uit Europa namen deel aan dit toernooi: Spartak Sint-Petersburg, Spartak Sint-Petersburg 2, Lietuvos rytas Vilnius en Krka Novo mesto. Krka won het goud.
|  | halve finale (september)  | halve finale (september) |    |                           | finale (september)      | finale (september) |
|  |                           |                          |    |                           |                         |                    |
|  |                           |                          |    |                           |                         |                    |
|  | Spartak Sint-Petersburg   | 124                      |    |                           |                         |                    |
|  | Spartak Sint-Petersburg 2 | 68                       |    |                           |                         |                    |
|  |                           |                          |    |                           |                         |                    |
|  |                           |                          |    |                           |                         |                    |
|  |                           |                          |    |                           | Spartak Sint-Petersburg | 78                 |
|  |                           | Krka Novo mesto          | 88 |                           |                         |                    |
|  |                           |                          |    |                           |                         |                    |
|  |                           |                          |    |                           | Derde plaats            |                    |
|  |                           |                          |    |                           |                         |                    |
|  | Krka Novo mesto           | 82                       |    | Spartak Sint-Petersburg 2 | 64                      |                    |
|  | Lietuvos rytas Vilnius    | 78                       |    |                           | Lietuvos rytas Vilnius  | 101                |

## Eindklassering
| #      | Land                      |
| ------ | ------------------------- |
| Goud   | Krka Novo mesto           |
| Zilver | Spartak Sint-Petersburg   |
| Brons  | Lietuvos rytas Vilnius    |
| 4      | Spartak Sint-Petersburg 2 |

1979 · 1991 · 1995 · 1996 · 1997 · 1998 · 1999 · 2001 · 2002 · 2003 · 2004 · 2005 · 2006 · 2007 · 2008 · 2009 · 2010 · 2011 · 2012 · 2017 · 2018 · 2021 · 2022 · 2023 · 2024